# 元秋
元秋（英語：Yuen Qiu，1950年4月19日—），本名張轉男，香港女性武打演員，用過的藝名還有「甘家鳳」、「林秀」等等。元秋家中七兄弟姊妹中排第三，另有一胞妹藝人文雪兒。

## 生平
元秋父親張玉成為來自山東的京劇演員，到香港生活只能改為投身粤剧做武师。10歲起父親將元秋送往好友于占元創辦的「中國戲劇研究學院」作京劇訓練。她與元華、成龍及洪金寶等同為「七小福」成員。7年後踏入電影圈擔任替身，為當時少見的女替身。早年與師弟元樓（即成龍）加入大地電影公司，以林秀為其藝名。曾在007電影中飾演Lieutenant Hip的姪女「Nara」，不過戲分少，字幕上沒提到她的名字，不算是正式的。離開大地電影公司後，改以藝名甘家鳳參與多齣電影之演出。因為與武術指導兼導演魯俊谷結了婚而於1980年代息影。育有一子一女，已有孫子。1989年元秋执导了唯一电影《火爆行动》，并且使用了其真名张转男。
元秋在息影18年後，因陪師妹元菊及師弟元輝到電影《功夫》試鏡時受到周星馳注意，後來獲周星馳再三邀請而復出，演出《功夫》，飾演「豬籠城寨」的包租婆，與師弟元華飾演夫婦。她的演出極為搶眼。她坦言自己從未想過會參與本片，當時她的師弟妹在舞台上進行《功夫》的試鏡，元秋則帶着嘲弄的表情站在一旁抽著煙，而正是這個姿態讓她獲得了演出機會。為了達到周星馳對「肥婆」形象的要求，因此在電影開拍前，元秋每天都不斷的吃零食和宵夜來增肥，在兩個月内增胖接近14公斤。2005年11月，元秋憑該片奪得台灣第42屆金馬獎最佳女配角獎。《功夫》一片使元秋聲名大噪，因之她開始不斷參與電影電視演出，較為人熟悉的是《雀聖》系列。
2005年曾加入亞洲電視拍攝幾十集處境劇《喜有此理》，同年因約滿而改由森森飾演其角色。
2009年加入無線拍攝《鐵馬尋橋》。
2013年以部頭合約形式再回歸無線電視，參與的劇集有《新抱喜相逢》、《潮拜武當》及《城寨英雄》；其精湛演技均備受肯定，2015年約滿。
2018年再回無線，於2019年拍攝《鐵拳英雄》，後於同年約滿再度離巢。

## 影視作品

### 電影
| 首映   | 片名                               | 角色                   |
| ------ | ---------------------------------- | ---------------------- |
| 1973年 | 《頂天立地》                       |                        |
| 1973年 | 《女警察Rumble in Hong Kong》      |                        |
| 1974年 | 《》                               |                        |
| 1975年 | 《黑龙》                           |                        |
| 1978年 | 《洪拳大师》                       |                        |
| 1978年 | 《青龙探爪》                       |                        |
| 1978年 | 《五大弟子》                       |                        |
| 1979年 | 《龙斗破戒弟子》                   |                        |
| 1979年 | 《五爪十八翻》                     |                        |
| 1982年 | 《天蚕变》                         |                        |
| 1984年 | 《新飛狐外傳》                     |                        |
| 1984年 | 《游侠情》                         |                        |
| 1985年 | 《霹雳十杰》                       |                        |
| 1985年 | 《弟子也疯狂》                     |                        |
| 2004年 | 《功夫》                           | 包租婆                 |
| 2005年 | 《野蛮秘笈》                       | 歐陽素秋               |
| 2005年 | 《雀聖》                           | 十三飛                 |
| 2005年 | 《雀聖2自摸天后》                  | 十三飛                 |
| 2006年 | 《得閒飲茶》                       | 文母                   |
| 2007年 | 《雀聖3自摸三百番》                | 一筒                   |
| 2007年 | 《美女食神》                       | 御廚南派林家傳人林青霞 |
| 2008年 | 《大四喜》                         | 大太太                 |
| 2008年 | 《桃花运》                         | 高雅娟                 |
| 2009年 | 《尋找成龍》                       | 清石观道长             |
| 2010年 | 《越光宝盒》                       | 包租婆                 |
| 2010年 | 《功夫咏春》                       | 梁博俦母               |
| 2010年 | 《笑咏春》                         |                        |
| 2011年 | 《桃姐》                           | 陳太                   |
| 2013年 | 《迷離夜：贓物》                   | 老闆娘                 |
| 2014年 | 《Delete愛人》                     | 蘇波榮母               |
| 2015年 | 《吉星高照2015》                   | 飄紅姐                 |
| 2015年 | 《壹獄壹世界：高登闊少踎監日記》   | 鞝議員                 |
| 2015年 | 《迷城》                           |                        |
| 2016年 | 《賭城風雲III》                    | 麻雀天后               |
| 2016年 | 《特工爺爺》                       | 街道办事处主任         |
| 2016年 | 《寶貝當家》                       | 琴姐                   |
| 2017年 | 《大唐狄仁杰之东瀛邪术》(網絡電影) | 三指婆婆               |
| 2018年 | 《一家大》                         |                        |
| 2019年 | 《入鐵籠》                         |                        |
| 2020年 | 《火云邪神之修罗面具》(網絡電影)   |                        |
| 2020年 | 民间奇异志(網絡電影)               |                        |
| 2021年 | 《總是有愛在隔離》                 | 「格尼酒店」住客       |
| 2024年 | 《重見天日》                       | 老梁 (主角)            |

### 電視劇（香港）
- 無綫電視

| 首映   | 劇名           | 角色             | 性質       |
| ------ | -------------- | ---------------- | ---------- |
| 2010年 | 《鐵馬尋橋》   | 歐陽惠蘭（蘭姐） | 第二女主角 |
| 2014年 | 《新抱喜相逢》 | 黃蓮卿           | 第四女主角 |
| 2015年 | 《潮拜武當》   | 毛倚珊           | 第二女主角 |
| 2016年 | 《城寨英雄》   | 玉波鳳（泰婆）   | 第二女主角 |
| 2022年 | 《鐵拳英雄》   | 丁細鳳           | 第三女主角 |

- 佳藝電視

| 首映   | 劇名         | 角色   |
| ------ | ------------ | ------ |
| 1976年 | 《廣東好漢》 | 苗翠花 |
| 1977年 | 《碧血劍》   | 何鐵手 |
| 1977年 | 《仙鶴神針》 |        |

- 亞洲電視

| 首映   | 劇名         | 角色   |
| ------ | ------------ | ------ |
| 2005年 | 《喜有此理》 | 廖小蝶 |

- 香港電台

| 首映   | 劇名                       | 角色          |
| ------ | -------------------------- | ------------- |
| 2008年 | 《幸福的味道》             |               |
| 2011年 | 《一屋住家人之順風車》     | 梁太 （Judy） |
| 2011年 | 《一屋住家人之悠長嫁期》   | 梁太 （Judy） |
| 2013年 | 《反斗普通話之能醫不自醫》 |               |

### 電視劇（台灣）
| 首映   | 電視 | 劇名             | 角色   |
| ------ | ---- | ---------------- | ------ |
| 2006年 | 中視 | 《功夫狀元》     | 季戴三 |
| 2014年 | 民視 | 《你照亮我星球》 | 瘦瘦姐 |

### 電視劇（中國大陸）
| 首映   | 電視         | 劇名               | 角色       |
| ------ | ------------ | ------------------ | ---------- |
| 2006年 | 中國大陸電視 | 《A計劃》          | 竇太太     |
| 2007年 | 中國大陸電視 | 《四世同堂》       | 大赤包     |
| 2010年 | 湖南電廣     | 《書劍恩仇錄》     | 關明梅     |
| 2014年 | 浙江衛視     | 《江南四大才子》   | 萬花樓老鴇 |
| 待播   |              | 《画江湖之不良人》 | 孟婆       |

## 獎項
| 年份   | 頒獎典禮                   | 獎項               | 影片         | 結果 |
| 2005年 | 第42屆金馬獎               | 最佳女配角         | 《功夫》     | 獲獎 |
| 2005年 | 2005年香港電影金像獎       | 最佳女主角         | 《功夫》     | 提名 |
| 2005年 | 2005年香港電影金紫荊獎     | 最佳女配角         | 《功夫》     | 提名 |
| 2005年 | 2005年香港電影評論學會大獎 | 最佳女演員         | 《功夫》     | 提名 |
| 2006年 | 第28届大众电影百花奖       | 最佳女配角         | 《功夫》     | 獲獎 |
| 2016年 | 萬千星輝頒獎典禮2016       | 最受歡迎電視女角色 | 《城寨英雄》 | 提名 |
| 2016年 | 萬千星輝頒獎典禮2016       | 最佳女配角         | 《城寨英雄》 | 提名 |

## 備注
1. ↑  . 2008-12-19  [2016-08-27]. （原始内容存档于2016-12-20） （中文（中国大陆））.
2. 1 2  . 2016-05-24  [2016-08-27]. （原始内容存档于2016-09-13） （中文（中国大陆））.
3. 1 2  張佩玲. . 臺北: 中國時報. 2014年6月5日  [2014-06-05]. （原始内容存档于2019-05-16） （中文（臺灣））.
4. ↑  .   [2016-08-27]. （原始内容存档于2016-08-28） （中文（中国大陆））.
5. 1 2  . 香港: 東方日報. 2009-08-03  [2016-08-24]. （原始内容存档于2009-09-06） （中文（香港））.
6. ↑  .   [2016-08-24]. （原始内容存档于2016-12-21） （中文（香港））.
7. ↑  . 2005-01-08  [2016-08-24]. （原始内容存档于2019-05-13） （中文（香港））.
8. ↑  . 2005-01-20  [2016-08-24]. （原始内容存档于2019-05-15） （中文（香港））.
9. ↑  . 2015-12-13  [2016-08-24]. （原始内容存档于2016-08-28） （中文（香港））.
10. ↑  . 2016-03-16  [2016-08-24]. （原始内容存档于2016-08-26） （中文（中国大陆））.
11. ↑  .   [2008-05-20]. （原始内容存档于2016-03-04）.